# キム・セヨル
キム・セヨル（金世烈、朝鮮語: 김세열、英語: Kim Se-Yol、1973年2月3日 - ）は、大韓民国出身のフィギュアスケート選手（男子シングル）。現在はコーチ兼振付師。1992年世界選手権韓国代表。
金妍兒、李東勳、キム・ミンソクなどの韓国国内のスケート選手のコーチを務めている。

## 主な戦績
| 大会/年            | 1988-89 | 1989-90 | 1990-91 | 1991-92 |
| ------------------ | ------- | ------- | ------- | ------- |
| 世界選手権         |         |         |         | 31      |
| 世界ジュニア選手権 | 25      | 19      | 27      |         |